# Мистаарвим (контртерроризм)
Мистаарвим (ивр. מסתערבים‎, араб. مستعربين‎) — название, данное подразделениям по борьбе с терроризмом Армии обороны Израиля, Пограничной стражи Израиля и Полиции Израиля, которые действуют под прикрытием. Такие подразделения специально обучены ассимилироваться среди местного арабского населения. Им обычно поручают сбор разведывательной информации, обеспечение правопорядка, спасение заложников и борьбу с терроризмом, а также использование маскировки и внезапности в качестве основного оружия.
Название происходит от арабского «Мустаараби», что означает «те, кто живёт среди арабов», понятие относится к евреям-мустаараби, арабоязычным евреям, которые жили на Ближнем Востоке с начала арабского правления в VII веке до прибытия ладиноязычных евреев-сефардов после их изгнания из Испании в 1492 году.

## Этимология
Еврейское слово мистаарвим происходит от арабского مستعربين mustaʿribīn, что буквально означает «те, кто живёт среди арабов» или просто «арабизированные». Израильские мустарибины — это специальные силы, которые под прикрытием выдают себя за арабов и действуют в арабских обществах для выполнения своих задач. Мустарибины одеваются как арабы, знают обычаи и этикет арабского общества и свободно говорят по-арабски на соответствующем диалекте. Мустарибины участвовали в публичных демонстрациях и могут поддерживать протесты, как если бы они были демонстрантами.
Гэри Спеддинг, консультант по Ближнему Востоку, заявил, что деятельность «Мустарибина» «позволяет израильской военной и пограничной полиции выявлять протестующих, которых они хотят арестовать и задержать. Эксперт по Израилю Антуан Шалхат заявил, что основные миссии «Мустарибин» «включают сбор разведданных и контртеррористические операции».

### В догосударственную эпоху
Подразделение мистаарвим под кодовым названием ха-Шахар («Рассвет») было тайно создано Пальмахом в 1942 году и состояло в основном из коренных арабоязычных евреев-сефардов, практически неотличимых от арабов в целом. С началом арабо-израильской войны в ноябре 1947 года члены Ха-Шахара были задействованы в качестве агентов разведки, способных проникать в арабские городские кварталы и деревни, а иногда и совершать диверсии и убийства. В 1948 году командир этого взвода Моше Бен-Цви выразил заинтересованность в оказании помощи Израилю в операциях биологической войны. Впоследствии, 21 мая, два мистаарвима, Давид Мизрахи и Эзра Хорин, действовавшие в Дороте и кибуце Гевим, были захвачены египетскими войсками, когда они пытались отравить тифозными и дифтерийными бактериями колодцы, из которых египетские войска в Газе черпали воду. Это явилось нарушением Женевского протокола 1925 года, данный инцидент заставил Египет подать официальный протест Генеральному секретарю Организации Объединённых Наций позже в том же месяце. В своей книге «Шпионы без страны» Матти Фридман рассказывает историю подразделения, действовавшего в Сирии до обретения государственности.

## Подготовка
Обучение для этих подразделений занимает около пятнадцати месяцев:
- Четырёхмесячная базовая подготовка пехоты на армейской базе Миткан Адам[англ.] — Центре специальной подготовки ЦАХАЛа — недалеко от города Модиин-Маккабим-Реут.
- Два с половиной месяца усовершенствованной подготовки пехоты на той же базе.
- Два месяца базовой подготовки подразделения, в ходе которой основное внимание уделяется продвинутой городской навигации и началу подготовки по борьбе с терроризмом.
- Четырёхмесячный курс мистаарвим, который охватывает всё: от изучения арабских традиций, языка и образа мышления до гражданского камуфляжа (окрашивание волос, контактные линзы, одежда).
- Месячные курсы — снайперские, вождения и различные инструкторские курсы.

## Известные подразделения
Первое подразделение мустарибинов, известное как «Арабский департамент» (Ха-Махлака Ха-Аравит), было создано в 1942 году как подразделение Пальмаха. Другие группы мустарибинов в Израиле включают:
- Сайерет Шакед, подразделение ЦАХАЛа, действовавшее под прикрытием в секторе Газа в 1970-е годы.
- Сайерет Шимшон[англ.] (отряд 367), действовавший в секторе Газа до своего расформирования в 1994 году после соглашений в Осло[8].
- Римон, действовавший с 1987 по 2005 год в секторе Газа[4].
- Сайерет Дувдеван (подразделение 217), созданное на Западном берегу реки Иордан в 1980-х годах и действующее до сих пор[4].
- ЯМАС, подразделение Пограничной полиции Израиля[9].
- Гидеоним (подразделение 33), тайное и мистаарвим-подразделение израильской полиции, всё ещё действующее по состоянию на 2012 год[10].
- Хермеш (ивритская аббревиатура от «бронированная мотопехота»), действовавшая в округе Иудеи и Самарии на Западном берегу реки Иордан до 1994 года, когда она была передана бригаде Кфир.